# 马哈兰古山段
马哈兰古山段（Mahalangur Himal、महालङ्गूर हिमाल）是喜馬拉雅山脈的一部分，位於尼泊爾東北部和中國西藏中南部，向東延伸至羅瓦林喜馬拉雅山與卓奧友峰之間的囊帕拉山口，至阿龍河。其中包括珠穆朗瑪峰、洛子峰、馬卡魯峰和卓奧友峰—地球六大最高峰中的四座。
在西藏自治區一側，它的水來自絨布冰川和康雄冰川；在尼泊爾一側，它的水來自巴潤冰川、恩戈瓊巴冰川、昆布冰川等。所有這些都是通過北部和東部的阿龍河或南部的都得科西河匯入戈西河的支流。
马哈兰古山段可分為三個部分：

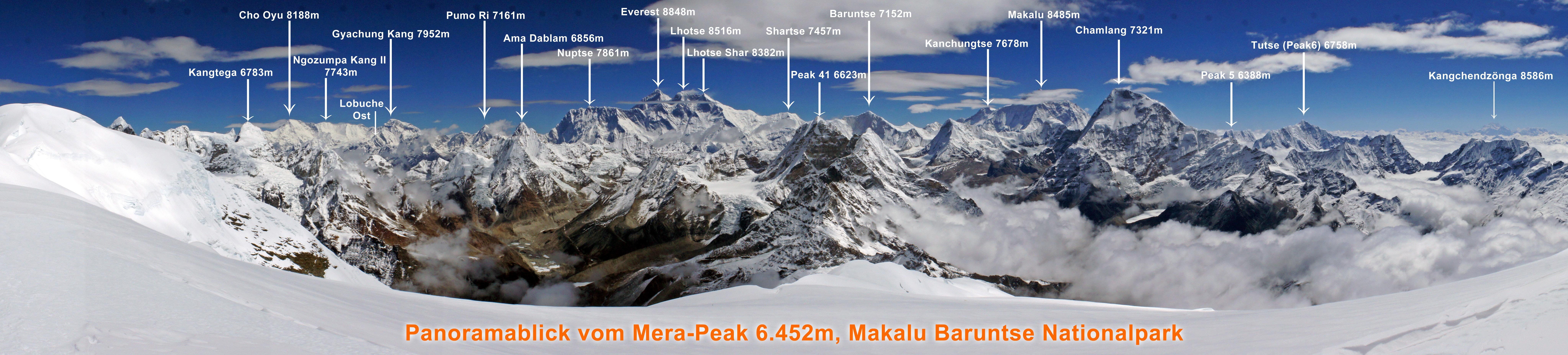
從梅樂峰看馬卡魯南側

- 馬卡魯（尼泊爾語：मकालु）位於阿龍河附近，位於尼泊爾和中國邊境，包括馬卡魯峰（8463公尺）、西藏卡瑪山谷南部7790公尺的珠穆隆索峰、馬卡魯II峰。

- 巴倫（尼泊爾語：बरुण，Baruṇa）位於尼泊爾境內，馬卡魯峰區南部。其中包括扎姆朗峰（7319 公尺）、扎姆朗東峰（7235 公尺）、Peak （7316公尺）、Baruntse（7129公尺）、阿瑪達布拉姆峰（6812公尺）以及約17座海拔超過6000公尺的山峰。

- 昆布（尼泊爾語：खुम्बु）位於馬卡魯峰西側國際邊界沿線，包括珠穆朗瑪峰群峰：珠穆朗瑪峰（8848公尺）、洛子峰（8516公尺）、努子峰（7855公尺）、章子峰（7580公尺）。珠穆朗瑪峰以西有普莫里峰（7,161公尺）和卓奧友峰（8,201公尺），另有20座海拔超過7,000 公尺的山峰和36座海拔超過6,000公尺的山峰[1]。

尼泊爾的昆布地區是馬哈蘭格·喜瑪爾最著名的人口稠密地區，位於通往珠穆朗瑪峰的正常路線（南坳）的入口處。